# Мост Синуан
Мост Синуан (кит. 新光大桥) — мост, пересекающий реку Чжуцзян, расположенный на территории города субпровинциального значения Гуанчжоу; 11-й по длине основного пролёта арочный мост в мире (8-й в Китае). Является частью внутригородской скоростной автодороги Синуан (Xinguang Expressway).

## Характеристика
Мост соединяет северный и южный берега реки Чжуцзян соответственно районы Хайчжу и Паньюй, соединяя соответственно центр с пригородом города Гуанчжоу. 
Длина — 782 м, с мостовыми подходами — 1 083 м. Мост представлен трёхпролётной арочной конструкцией с дорожным полотном по центру и мостовыми подходами (эстакадами) с обеих сторон. Длина основного пролёта — 428 м. Дополнительные пролёты два длинами по 177 м по обеим сторонам от основного. Арочная конструкция сплошностенчатая (по принципу балочных конструкций) и выполнена из стали. Основание центрального арочного свода и боковых концов дополнительных арок имеет V-образную форму. Дорожное полотно крепится на тросы закреплённые на арочном своде.
Мост был построен в период январь 2004 — сентябрь 2006 года. Стоимость строительства моста 412 млн. юаней.